# Rodolfo del Liechtenstein
Rodolfo del Liechtenstein, II principe di Liechtenstein-Nikolsburg (noto anche come Rodolfo di Liechtenstein-Nikolsburg; Vienna, 18 aprile 1838 – Moravský Krumlov, 15 dicembre 1908), è stato un principe, generale e politico austriaco.

## Biografia
Rodolfo nacque a Vienna nel 1838, secondo figlio maschio del generale principe Carlo Francesco del Liechtenstein (1790–1865) e di sua moglie, la contessa Franzisca von Wrbna und Freudenthal (1799–1863). Suo padre era membro di un ramo collaterale facente capo alla casata dei principi del Liechtenstein. Suo fratello maggiore era Carlo Rodolfo che nel 1861 venne elevato dall'imperatore Francesco Giuseppe al rango di principe.
Come il fratello maggiore, entrò in servizio nell'esercito austriaco nel 1856 ed avanzò rapidamente nella scala gerarchica, raggiungendo il grado di maggiore nel 1863 e dal 1868 fu aiutante di campo dell'imperatore. Nel 1862 venne nominato ciambellano imperiale. Nel 1870 venne promosso colonnello ma dal 1874 decise di abbandonare il servizio attivo, continuando il servizio a corte. Negli anni 1892–1896 fu Oberststallmeister, dal 1892 fu consigliere privato dell'imperatore e da quello stesso anno ricevette il Toson d'oro, la massima onorificenza dell'impero. Negli anni 1896-1908 ricoprì la carica di Hoffmeister ed ebbe un ruolo importante nell'organizzazione dei funerali dell'imperatrice Sissi dopo il suo assassinio, come pure nella successiva crisi famigliare che causò il matrimonio morganatico dell'erede al trono Francesco Ferdinando nel 1900. Venne promosso maggiore generale nel 1891, feldmaresciallo luogotenente nel 1895 e infine generale di cavalleria nel 1904. Fu inoltre colonnello comandante della guardia personale dell'imperatore. Nel 1896 ricevette l'Ordine di Santo Stefano d'Ungheria e nel 1897 ottenne la nomina a vita a membro della Camera dei Signori d'Austria.
Alla morte del fratello maggiore nel 1899, ne ereditò il titolo di principe di Liechtenstein-Nikolsburg oltre a tutte le proprietà che la sua famiglia possedeva in Moravia meridionale, pari a circa 20.000 ettari di terreni ripartiti in quattro diverse tenute.
Per motivi di salute, negli ultimi anni della sua vita venne costretto gradualmente a lasciare i suoi incarichi e si stabilì infine nel castello di Moravské Krumlov dove morì nel 1908. Non si sposò mai e non ebbe figli e con lui si estinse il suo ramo della famiglia dei principi del Liechtenstein. Le sue proprietà vennero ripartite tra le sue sorelle.

## Ascendenza
|                                                                    |                                        |                                                                                    | Genitori                                                                     |  |  | Nonni |  |  | Bisnonni                         |  |  | Trisnonni                  |  |
|                                                                    |                                        |                                                                                    |                                                                              |  |  |       |  |  | Carlo Borromeo del Liechtenstein |  |  | Emanuele del Liechtenstein |  |
|                                                                    |                                        |                                                                                    |                                                                              |  |  |       |  |  | Carlo Borromeo del Liechtenstein |  |  | Emanuele del Liechtenstein |  |
|                                                                    |                                        | Antonia di Dietrichstein-Weichselstädt                                             |                                                                              |  |  |       |  |  | Carlo Borromeo del Liechtenstein |  |  |                            |  |
| Carlo Giuseppe del Liechtenstein                                   |                                        |                                                                                    |                                                                              |  |  |       |  |  | Carlo Borromeo del Liechtenstein |  |  |                            |  |
|                                                                    |                                        | Eleonora di Öttingen-Spielberg                                                     | Giovanni Ludovico I di Öttingen-Spielberg, II principe di Öttingen-Spielberg |  |  |       |  |  |                                  |  |  |                            |  |
|                                                                    |                                        | Eleonora di Öttingen-Spielberg                                                     | Giovanni Ludovico I di Öttingen-Spielberg, II principe di Öttingen-Spielberg |  |  |       |  |  |                                  |  |  |                            |  |
|                                                                    |                                        | Eleonora di Öttingen-Spielberg                                                     | Teresa di Holstein-Wiesenbourg                                               |  |  |       |  |  |                                  |  |  |                            |  |
| Carlo Francesco del Liechtenstein                                  |                                        | Eleonora di Öttingen-Spielberg                                                     |                                                                              |  |  |       |  |  |                                  |  |  |                            |  |
|                                                                    |                                        | Johann Franz von Khevenhüller-Metsch                                               | Johann Joseph von Khevenhüller-Metsch, I principe di Khevenhüller-Metsch     |  |  |       |  |  |                                  |  |  |                            |  |
|                                                                    |                                        | Johann Franz von Khevenhüller-Metsch                                               | Johann Joseph von Khevenhüller-Metsch, I principe di Khevenhüller-Metsch     |  |  |       |  |  |                                  |  |  |                            |  |
|                                                                    |                                        | Johann Franz von Khevenhüller-Metsch                                               | Caroline von Metsch                                                          |  |  |       |  |  |                                  |  |  |                            |  |
| Maria Anna di Khevenhuller-Metsch                                  |                                        | Johann Franz von Khevenhüller-Metsch                                               |                                                                              |  |  |       |  |  |                                  |  |  |                            |  |
|                                                                    |                                        | Marie Theresia von Rottal                                                          | Joachim Adam von Rottal                                                      |  |  |       |  |  |                                  |  |  |                            |  |
|                                                                    |                                        | Marie Theresia von Rottal                                                          | Joachim Adam von Rottal                                                      |  |  |       |  |  |                                  |  |  |                            |  |
|                                                                    |                                        | Marie Theresia von Rottal                                                          | Maria Josepha von Sternberg                                                  |  |  |       |  |  |                                  |  |  |                            |  |
| Rodolfo del Liechtenstein, II principe di Liechtenstein-Nikolsburg |                                        | Marie Theresia von Rottal                                                          |                                                                              |  |  |       |  |  |                                  |  |  |                            |  |
|                                                                    | Eugen Wenzel von Wrbna und Freudenthal | Norbert Wenzel von Wrbna und Freudenthal                                           |                                                                              |  |  |       |  |  |                                  |  |  |                            |  |
|                                                                    | Eugen Wenzel von Wrbna und Freudenthal | Norbert Wenzel von Wrbna und Freudenthal                                           |                                                                              |  |  |       |  |  |                                  |  |  |                            |  |
|                                                                    | Eugen Wenzel von Wrbna und Freudenthal | Marie Aloisie Kinsky                                                               |                                                                              |  |  |       |  |  |                                  |  |  |                            |  |
| Rudolf von Wrbna und Freudenthal                                   | Eugen Wenzel von Wrbna und Freudenthal |                                                                                    |                                                                              |  |  |       |  |  |                                  |  |  |                            |  |
|                                                                    |                                        | Maria Theresia von Kollonitz                                                       | László Csömöri Zay                                                           |  |  |       |  |  |                                  |  |  |                            |  |
|                                                                    |                                        | Maria Theresia von Kollonitz                                                       | László Csömöri Zay                                                           |  |  |       |  |  |                                  |  |  |                            |  |
|                                                                    |                                        | Maria Theresia von Kollonitz                                                       | Marie Eleonora von Kollonitz                                                 |  |  |       |  |  |                                  |  |  |                            |  |
| Franzisca von Wrbna und Freudenthal                                |                                        | Maria Theresia von Kollonitz                                                       |                                                                              |  |  |       |  |  |                                  |  |  |                            |  |
|                                                                    |                                        | Dominik Andreas von Kaunitz-Rietberg-Questenberg, III principe di Kaunitz-Rietberg | Wenzel Anton von Kaunitz-Rietberg, I principe di Kaunitz-Rietberg            |  |  |       |  |  |                                  |  |  |                            |  |
|                                                                    |                                        | Dominik Andreas von Kaunitz-Rietberg-Questenberg, III principe di Kaunitz-Rietberg | Wenzel Anton von Kaunitz-Rietberg, I principe di Kaunitz-Rietberg            |  |  |       |  |  |                                  |  |  |                            |  |
|                                                                    |                                        | Dominik Andreas von Kaunitz-Rietberg-Questenberg, III principe di Kaunitz-Rietberg | Maria Ernestina von Starhemberg                                              |  |  |       |  |  |                                  |  |  |                            |  |
| Maria Theresia von Kaunitz-Rietberg-Questenberg                    |                                        | Dominik Andreas von Kaunitz-Rietberg-Questenberg, III principe di Kaunitz-Rietberg |                                                                              |  |  |       |  |  |                                  |  |  |                            |  |
|                                                                    |                                        | Bernardina di Plettenberg-Wittem                                                   | Franz Joseph von Plettenberg-Wittem                                          |  |  |       |  |  |                                  |  |  |                            |  |
|                                                                    |                                        | Bernardina di Plettenberg-Wittem                                                   | Franz Joseph von Plettenberg-Wittem                                          |  |  |       |  |  |                                  |  |  |                            |  |
|                                                                    |                                        | Bernardina di Plettenberg-Wittem                                                   | Maria Aloisia von Lamberg-Steyer                                             |  |  |       |  |  |                                  |  |  |                            |  |
|                                                                    |                                        | Bernardina di Plettenberg-Wittem                                                   |                                                                              |  |  |       |  |  |                                  |  |  |                            |  |